# Steinbach (Bad Liebenstein)
Steinbach – dzielnica miasta Bad Liebenstein w Niemczech, w kraju związkowym Turyngia, w powiecie Wartburg. Do 30 grudnia 2012 samodzielna gmina, której niektóre zadania administracyjne realizowane były przez gminę Schweina, która pełniła rolę "gminy realizującej" (niem. "erfüllende Gemeinde").